# Valda Setterfield
Valda Setterfield (née le 17 septembre 1934 à Margate et morte le 9 avril 2023 à Manhattan) est une danseuse britannique. Elle a notamment travaillé comme danseuse soliste pour Merce Cunningham et a interprété les pièces de son mari, le chorégraphe et metteur en scène David Gordon (en). Elle a été tenue pour sa muse. Leur fils, le metteur en scène et dramaturge Ain Gordon (en), a également dirigé sa mère dans certaines de ses pièces.